# Jolán Kleiber-Kontsek
Jolán Kleiber-Kontsek (* 29. August 1939 in Budapest als Jolán Kontsek; † 20. Juli 2022 ebenda) war eine ungarische Leichtathletin, die vor allem als Diskuswerferin erfolgreich war. Daneben trat sie auch im Kugelstoßen an.

## Karriere
Kleiber-Kontsek wurde zwischen 1960 und 1972 insgesamt elfmal ungarische Meisterin im Diskuswurf. In diesem Zeitraum ging der Titel nur 1963 und 1969 an eine andere Athletin, Judit Stugner. Außerdem siegte sie bei den ungarischen Meisterschaften 1960 und 1961 im Kugelstoßen.
Bei der Universiade 1961 in Sofia gewann Kleiber-Kontsek die Bronzemedaille mit dem Diskus. Dieselbe Platzierung erreichte sie bei den Leichtathletik-Europameisterschaften 1962 in Belgrad hinter Tamara Press aus der Sowjetunion und der Deutschen Doris Müller. Bei der Universiade 1963 in Pôrto Alegre errang sie Silber im Diskuswurf und Bronze mit der Kugel.
Bei den Olympischen Spielen 1964 in Tokio belegte Kleiber-Kontsek im Diskuswurf den sechsten Rang. Im Kugelstoßen verpasste sie dagegen den Finaleinzug. 1965 gewann sie bei der Universiade in ihrer Heimatstadt Budapest den Titel im Diskuswurf vor ihrer nationalen Konkurrentin Judit Stugner und überraschend auch der Olympiasiegerin und amtierenden Europameisterin Tamara Press. Dieser Erfolg sicherte ihr die Wahl zu Ungarns Sportlerin des Jahres. Ebenfalls in Budapest belegte sie bei Leichtathletik-Europameisterschaften 1966 den vierten Platz.
Ihren letzten bedeutenden internationalen Erfolg feierte Kleiber-Kontsek bei den Olympischen Spielen 1968 in Mexiko-Stadt. Dort gewann sie hinter der Rumänin Lia Manoliu und der Deutschen Liesel Westermann die Bronzemedaille im Diskuswurf.
Kleiber-Kontsek war 1,78 m groß und wog zu ihrer aktiven Zeit 84 kg. Sie startete für den Újpesti Torna Egylet aus Budapest.